# Xing-Brennofen
Der Xing-Brennofen (chinesisch 邢窯 / 邢窑, Pinyin Xíng yáo, englisch Xing Kiln) war ein in der Zeit der Tang-Dynastie berühmter Keramikbrennofen, der von der Sui-Zeit bis in die Zeit der Fünf Dynastien produzierte. Er ist bekannt für sein weißes Porzellan, das als „weiß wie Silber und Schnee“ bezeichnet wurde. Die Erzeugnisse dieses Brennofens standen auf der Tributsliste des Kaiserhofes.
Die archäologische Stätte des Xing-Brennofens liegt im Kreis Neiqiu – dem alten Xingzhou – der bezirksfreien Stadt Xingtai im Süden der chinesischen Provinz Hebei. Sie wurde 1980 entdeckt und wissenschaftlich erforscht.
Die Stätte des Xing-Brennofens bzw. die Xing-Brennofen-Stätte (邢窑遗址,  Xíng yáo yízhǐ, englisch Xingyao Kiln Site) steht seit 1996 auf der Liste der  Denkmäler der Volksrepublik China (4-46).

## Nachschlagewerke
- Zhongguo da baike quanshu: Kaoguxue [Große chinesische Enzyklopädie: Band Archäologie]. Beijing: Zhongguo da baike quanshu chubanshe 1986 (Online-Text)
- Cihai [„Meer der Wörter“]. Shanghai: Shanghai cishu chubanshe 2002; ISBN 7-5326-0839-5